# Army dreamers
Army dreamers is een single van singer-songwriter Kate Bush en dateert uit 1980. Het nummer is afkomstig van haar derde studioalbum getiteld Never for ever.

## Achtergrond
Army dreamers is een nummer over een moeder die lamenteert over haar in het leger overleden zoon. Terneergeslagen door zijn onnodige en vroegtijdige dood stelt zij zich voor wat zij gedaan zou kunnen hebben om het te voorkomen. Het nummer is gecomponeerd in een walstempo.
In het nummer refereert Bush aan de "BFPO" wat British Forces Post Office aanduidt.
De single bevat twee B-kanten. Delius (Song of summer) is eveneens een nummer dat op Never for ever staat en is een ode aan Frederick Delius (de bijtitel Song of summer refereert aan een van de composities van Delius). Passing through air stamt reeds uit 1973 en is opgenomen in de muziekstudio van David Gilmour toen Bush nog maar 14 jaar oud was.
In het Verenigd Koninkrijk behaalde de single de 16e positie in de UK singles chart. In Nederland stond het op no. 25 in de Single Top 100.

## NPO Radio 2 Top 2000
Army Dreamers stond in 2024 voor het eerst in de NPO Radio 2 Top 2000, op plek 1455.